# Brenda Howard
Brenda Howard (ur. 24 grudnia 1946 w Nowym Jorku, zm. 28 czerwca 2005 tamże) – amerykańska biseksualna aktywistka i feministka pochodzenia żydowskiego, jedna z ważniejszych postaci w tamtejszym środowisku LGBT.

## Życiorys
Urodziła się na nowojorskim Bronksie, dojrzewała w Syosset w hrabstwie Nassau (także Nowy Jork). Absolwentka Syosset High School i Borough of Manhattan Community College.
Była liderką ruchu społecznego Gay Liberation Front oraz przewodniczą Gay Activists Alliance. Pomysłodawczyni Mother Pride, współtwórczyni cyklu imprez, które stały się genezą nowojorskiej LGBT Pride. W 1986 roku, działając w Koalicji na rzecz Praw Gejów i Lesbijek, przyczyniła się do zmiany polityki władz miejskich wobec tych ludzi. Rok później działała już na rzecz osób biseksualnych, współtworząc New York Area Bisexual Network. Za swoją działalność była także aresztowana – m.in. w 1991 w Chicago podczas demonstracji wspierającej chorych na AIDS. Zmarła na raka w 2005 w Queens. W tym samym roku powstała nagroda jej imienia przyznawana głównie biseksualnym działaczkom LGBT.